# كايسا بيرغفيست

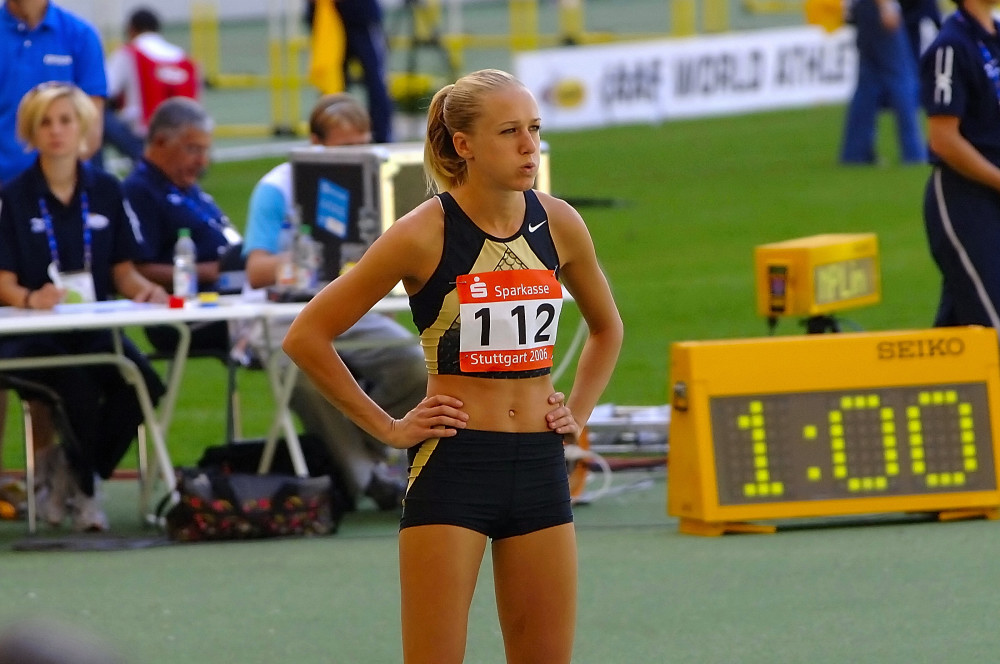
كايسا بيرغفيست في 2006 في شتوتغارت

كايسا مارغاريتا بيرغفيست (بالسويدية: Kajsa Margareta Bergqvist) وهي متسابقة قفز عالي سويدية ولدت في يوم 12 أكتوبر 1976 في مقاطعة سولينتونا في السويد وقد فازت بالميدالية البرونزية في أولمبياد سيدني 2000 وقد فازت بميدالية ذهبية وميداليتين برونزيتين بطولة العالم في الألعاب القوى وفازت بميدالية ذهبية وبرونزية في بطولة أوروبا وقمها القياسي 2.06 متر خارج الصالات و 2.08 متر داخل الصالات.

## روابط خارجية
- كايسا بيرغفيست على موقع الاتحاد الدولي لألعاب القوى (الإنجليزية)
- كايسا بيرغفيست على موقع اللجنة الأولمبية الدولية (الإنجليزية)
- كايسا بيرغفيست على موقع أوليمبيديا (الإنجليزية)
- كايسا بيرغفيست على موقع اللجنة الأولمبية السويدية (السويدية)